# Nuoto ai XVII Giochi del Mediterraneo - Staffetta 4x100 metri misti femminile
Le gare di nuoto nella categoria Staffetta 4x100 metri misti femminile si sono tenute il 25 giugno 2013 al Yeni Olimpik Yüzme Havuzu di Mersin.

## Calendario
Fuso orario EET (UTC+3).
| Data      | Ora   | Turno    |
| --------- | ----- | -------- |
| 25 giugno | 9:57  | Batteria |
| 25 giugno | 18:50 | Finale   |

## Risultati
A causa del numero di nazioni partecipanti (sette) la batteria delle qualifiche è unica, e serve solamente a stabilire le corsie di partenza per la finale, a cui tutte si qualificano.

### Batterie
| Pos. | Nazione  | Atleti                                                                                   | Tempo   | Corsia | Note |
| ---- | -------- | ---------------------------------------------------------------------------------------- | ------- | ------ | ---- |
| 1    | Italia   | Margherita Panziera Giulia De Ascentis Elena Di Liddo Chiara Masini Luccetti             | 4'11"36 | 4      | Q    |
| 2    | Spagna   | Natàlia Torné Sánchez Jèssica Vall Montero Claudia Dasca Romeu Marta González Crivillers | 4'18"01 | 7      | Q    |
| 3    | Francia  | Fantine Lesaffre Fanny Deberghes Beryl Gastaldello Lauriane Haag                         | 4'19"79 | 1      | Q    |
| 4    | Grecia   | Aspasia Petradaki Maria Georgia Michalaka Kristel Vourna Stavroula Karantakou            | 4'19"89 | 2      | Q    |
| 5    | Turchia  | Gizem Cam Ceren Dilek Gizem Bozkurt Nilüfer Kuru                                         | 4'22"01 | 5      | Q    |
| 6    | Slovenia | Lucija Kous Neža Marčun Špela Bohinc Mojca Sagmeister                                    | 4'28"46 | 3      | Q    |
| 7    | Egitto   | Hania Moro Mai Mostafa Farida Osman Reem Kassem                                          | ??      | 6      | Q    |

### Finale
| Pos. | Nazione  | Atleti                                                                         | Tempo   | Corsia |
| ---- | -------- | ------------------------------------------------------------------------------ | ------- | ------ |
|      | Italia   | Elena Gemo Giulia De Ascentis Elena Di Liddo Silvia Di Pietro                  | 4'04"58 | 4      |
|      | Spagna   | Lidón Muñoz Jèssica Vall Montero Carla Campo Casajus Marta González Crivillers | 4'08"84 | 5      |
|      | Grecia   | Theodora Drakou Maria Georgia Michalaka Kristel Vourna Theodora Giareni        | 4'08"95 | 6      |
| 4    | Slovenia | Lucija Kous Tjasa Vozel Anja Klinar Mojca Sagmeister                           | 4'17"40 | 7      |
| 5    | Egitto   | Hania Moro Mai Mostafa Farida Osman Reem Kassem                                | ??      | 1      |
| 6    | Turchia  | Halime Zulal Zeren Dilara Buse Gunaydin Iris Rosenberger Burcu Dolunay         | ??      | 2      |
| 7    | Francia  | Mathilde Cini Coralie Dobral Beryl Gastaldello Anna Santamans                  | ??      | 3      |